# 日本語能力検定試験
日本語能力検定試験（にほんごのうりょくけんていしけん、英語: Japanese Language Proficiency Test Online、略称JLPTE）は、公益財団法人日本国際教育支援協会と独立行政法人国際交流基金が主催の、日本語を母国語としない日本語学習者を対象にした日本語能力を測定する検定試験である。

## 概要
日本を含めた世界地域で実施しており、日本語を母国語としない日本語学習者を対象とした日本語の検定試験である。受検資格は特に定められていない。検定レベルはN1からN5まで5段階のレベルがある。一部の受験地を除き、毎月2回から4回の検定試験が実施される。
解答はマークシート方式の選択式である。
韓国のYBM Si-saが実施しているJPT日本語能力試験および国際教育基金が実施しているJLPT日本語能力試験とは異なる。

## 検定レベル
| レベル | 認定の目安 |
| ------ | --- |
| N1     | ネイティブの話す日本語を自然に理解、話すことができる。また、抽象的な議論が日本語を用いてでき、読解することができる。 |
| N2     | 日常的な場面で使用される多くの単語を理解でき、複雑な文章を聞き取り、読解することができる。                           |
| N3     | 日本での社会生活に参加できる程度の日本語を理解し、聞き取り、読むことができる。                                       |
| N4     | 基礎的な単語を理解し、聞き取り、読むことができる。                                                                   |
| N5     | 日本語での簡単な挨拶や簡単な単語をある程度理解し、聞き取り、読むことができる。                                       |

- 試験科目と時間（各レベル共通） 言語知識（文字・語彙・文法・読解）720分

## 得点区分と合格点
各レベルとも総合得点が合格点以上、100満点の内60点以上であれば合格となる。
- N1-N3 言語（文字・語彙・文法・読解（60点/100点）
- N4-N5 言語（文字・語彙・文法・読解）（60点/100点）

## 出願
出願は、インターネットから行うことができる。検定料金はN1-N3 2000円(税抜)、N4-N5 1500円(税抜)。どのレベルも同じ時間帯に検定試験を行うので、複数級の受検は基本的にできない。
受検会場は受検者の任意の場所で受検できるため受検場所、地域の指定はない。

## 合否結果
検定試験の結果は、検定試験終了後に日本から発送される。検定結果についてはメールにて「合否結果通知書」が送られ、合格者の場合は「日本語能力認定書」が発行される。